# لیلا لکون
لیلا لَکون (فرانسوی: Leïla Lacan‎؛ زادهٔ ۲ ژوئن ۲۰۰۴) بازیکن بسکتبال زن اهل فرانسه است.
وی در مسابقات کشوری و بین‌المللی در مجموع برندهٔ ۱ مدال نقره، ۱ مدال برنز شده است.